# ورلهک تسکو
ورلهک تسکو (به فرانسوی: Verlhac-Tescou) یک کامین در فرانسه است که در Canton of Villebrumier واقع شده‌است.

## خصوصیات
ورلهک تسکو ۲۲٫۶۹ کیلومترمربع مساحت و ۴۱۷ نفر جمعیت دارد و ۱۸۵ متر بالاتر از سطح دریا واقع شده‌است.